# Jaderná elektrárna Flamanville
Jaderná elektrárna Flamanville (francouzsky Centrale nucléaire de Flamanville) je provozní jaderná elektrárna ve Francii. Leží nedaleko stejnojmenné obce v departmentu Manche na severu země. Je jednou ze čtyř jaderných elektráren ve Francii postavených na Lamanšském průlivu. Celkový výkon elektrárny, která provozuje tři tlakovodní reaktory je 4414 MW hrubých.

## Historie a technické informace

### Počátky
Návrh na výstavbu jaderné elektrárny ve Flamanville byl zmíněn v roce 1974. V prosinci 1974 byl starosta obce formálně informován, že obec je možným místem. V témže měsíci zastupitelstvo stavbu závodu schválilo, na což se někteří obyvatelé dívali skepticky. Důvodem, proč rada rozhodla tak rychle, bylo uzavření železného dolu poblíž Flamanville. První plány na samotnou elektrárnu byly zveřejněny v roce 1975, podle nichž měly do roku 1985 zahájit provoz čtyři reaktory o výkonu přibližně 1300 MW každý a s instalovaným výkonem celkem 5200 MW se elektrárna měla stát jednou z největších jaderných elektráren na světě v té době.

### Bloky 1 a 2
Stavební povolení bylo vydáno v prosinci 1977, takže stavební práce mohly začít 5. ledna 1978. Proti tomuto souhlasu však odpůrci jaderných elektráren v regionu podali žalobu vůči tomuto rozhodnutí. V důsledku toho bylo stavební povolení dne 28. dubna 1978 soudem zrušeno.
S obnovením stavebního povolení se první blok začal stavět 1. prosince 1979 a druhý 1. května 1980. Původně se plánovalo uvést je do provozu v letech 1984 a 1985.

#### Uvedení do provozu
První blok byl do sítě přifázován 4. prosince 1985, druhý blok následoval 18. července 1986. Zatímco blok jedna byl uveden do pravidelného provozu 1. prosince 1986, blok dva následoval 9. března 1987.
Bloky po modernizaci dosahují hrubého výkonu 1382 MW a čistého 1330 MW.

### Bloky 3 a 4
Spolu s přípravnými pracemi na místě byla lokalita přizpůsobena i pro výstavbu bloků tři a čtyři. Původně se počítalo s výstabou identických dvou bloků. Rozvoj jaderné energetiky ve Francii byl později upraven a v souladu s tím nebyly plánovány žádné další reaktory typu P4 o výkonu 1300 MW, ale už jen nové 1450 MW bloky s názvem N4, které měly stát ve všech nových jaderných elektrárnách ve Francii. Přípravné práce na blocích započaly v únoru 1993.
Bylo však rozhodnuto odložit stavbu dvou reaktorů, dokud nebude k dispozici reaktor modelu EPR od společností Framatome a Siemens. Teprve v roce 2004 tedy Électricité de France požádala dozorový úřad o výstavbu třetího bloku, jehož výstavba měla být zahájena v roce 2007 s odhadovnaou cenou zhruba 3 miliardy euro.

### Nový blok 3
Výstavba nového bloku byla potvrzena v roce 2004. Přípravné práce na výstavbu nového bloku typu EPR-1600.
Flamanville je jednou z prvních elektráren, kde společnost Areva staví svůj nový, tzv. evropský tlakovodní reaktor, tedy reaktor generace III+. Stavba začala 4. prosince 2007, stejný reaktor se stavěl ve finském Olkiluoto a jaderné elektrárně Tchajšan.
Původní náklady na stavbu podle elektrárenské společnosti EDF měly být 3,3 miliardy Eur a elektrárna měla být uvedena do provozu již v roce 2012.
Problémy s novými bezpečnostními prvky v návrhu reaktoru i dodavateli ovšem způsobily, že náklady byly v červenci 2011 odhadovány již na 6 mld a blok měl být dokončen až v roce 2016.
V červnu 2015 byla stavba pozastavena kvůli problémům se strukturou oceli v reaktorové nádobě, očekávaný termín dokončení byl posunut až na rok 2017 a nákladů výstavby činí 8,5 miliardy euro.  V září 2015 bylo oznámeno, že reaktor by měl být v provozu koncem roku 2018 a náklady jsou odhadovány na 10,5 mld. euro. Podle odhadu z ledna 2022 reaktor měl být spuštěn koncem roku 2023, náklady přesáhly 19 mld. euro.
Uvedení reaktoru do stavu kritikality se očekává v září 2024. Do sítě byl reaktor připojen dne 21. prosince 2024. Celkové zpoždění činí 12 let.

### Bezpečnost a nehody
Dne 9. února 2017 došlo k požáru a explozi ve strojovně jednoho z bloků. Pět lidí se přiotrávilo kouřem a reaktor byl dočasně odstaven.

## Informace o reaktorech
| Reaktor       | Typ reaktoru | Výkon   | Výkon   | Zahájení výstavby | Připojení k síti | Uvedení do provozu | Uzavření |
| Reaktor       | Typ reaktoru | Čistý   | Hrubý   | Zahájení výstavby | Připojení k síti | Uvedení do provozu | Uzavření |
| ------------- | ------------ | ------- | ------- | ----------------- | ---------------- | ------------------ | -------- |
| Flamanville-1 | Framatome P4 | 1330 MW | 1382 MW | 1. 12. 1979       | 4. 12. 1985      | 1. 12. 1986        |          |
| Flamanville-2 | Framatome P4 | 1330 MW | 1382 MW | 1. 5. 1980        | 18. 7. 1986      | 9. 3. 1987         |          |
| Flamanville-3 | EPR-1600     | 1630 MW | 1650 MW | 3. 12. 2007       | 21. 12. 2024     |                    |          |